# ロレンツォ・アリアウド
ロレンツォ・アリアウド（Lorenzo Ariaudo, 1989年6月11日 - ）は、イタリア・トリノ出身の元サッカー選手。現役時代のポジションはディフェンダー (CB) 。

## 経歴

### クラブ
ユヴェントスの下部組織を経て、2008-09シーズンのCL予選3回戦のアルトメディア戦においてファーストチームデビューを果たす。2009年1月にはラツィオ戦にてセリエAデビューを飾り、同年、7月には正式にファーストチームへ昇格した。2010年1月、より多くの出場機会と経験を積む為にカリアリとローン契約を結んだ。2010年6月、保有権の半分をカリアリが獲得。2011年1月、アレッサンドロ・マトリのユヴェントス移籍の際に残りの保有権もカリアリに譲渡された。
2014年1月4日、サッスオーロに移籍。2015年1月30日、ジェノアに期限付き移籍で加入した。
2016年2月1日、エンポリに期限付き移籍で加入した。

### 代表
2009年3月25日のU-21オーストリア代表との親善試合にてカジラギ監督から初招集を受ける。